# Venus Award
Venus Award este un premiu cinematografic acordat actorilor care joacă roluri cu caracter erotic sau porno. El a fost acordat între anii 1994 - 2004 anual în Berlin. Din anul 2005 numele premiului a fost schimbat în Eroticline Award, iar din anul 2009 poartă numele de Erotixxx Award.

## 1997 Venus Awards
- Top Seller (USA) - Dragon Lady[1]
- Top Seller (Europe) - Private Stories[1]
- Best Film (USA) - Clockwork Orgy[1]
- Best Film (Europe) - Le Prix dela Luxure[1]
- Best Director (USA) - Max Hardcore[1]
- Best Director (Europe) - Mario Salieri[1]
- Best Actor (USA) - Valentino[1]
- Best Actor (Europe) - Rocco Siffredi[1]
- Best Actress (USA) - Rebecca Wild[1]
- Best Actress (Europe) - Sarah Young[1]
- Top Seller (Gay) - Club Paradise[1]
- Best Director (Gay) - Jean-Daniel Cadinot[1]
- Best Film (Gay) - Anchor Hotel[1]
- Top Seller (Germany) - Lydia P[1]
- Best Film (Germany) - Top Mission[1]
- Best Camera (Germany) - Lars Gordon[1]
- Best Series Director (Germany) - Harry S. Morgan[1]
- Best Director (Germany) - Dino Baumberger[1]
- Best Actor (Germany) - Steve Vincent[1]
- Best Actress (Germany) - Kelly Trump[1]
- Special Venus for Outstanding Input (Male) - Jean Pierre Armand[1]
- Special Venus for Outstanding Input (Female) - Dolly Buster[1]
- Special Venus for Lifetime Achievements - Beate Uhse[1]

## 1998 Venus Awards
- Best Film - Baron of Darkness[2]
- Best Director - Michael Ninn[2]
- Best Actor - Conny Dax[2]
- Best Actress - Tania Russof[2]
- Best Newcomer, Male - Titus[2]
- Best Newcomer, Female - Donna Vargas[2]
- Best Camera - Kaito[2]
- Best Series Director - Paul Rusch[2]
- Best Video Series - Dolly Buster[2]
- Gay Best Film - Island Guardian[2]
- Gay Best Actor - York Powers[2]
- Best Artwork Cover - Bezaubernde Jeannie[2]
- Best Soft Video - Helen Meets Monique[2]
- Best Magazine - Pirate[2]
- Best Photographer - James Baes[2]
- Best Soft Magazine - Penthouse[2]
- Best TV Magazine - Peep[2]
- Best TV Erotic Report - Dark Angel[2]
- Venus Erotic Design Award - Schwarze Mode[2]
- Venus Fetish Award - Peter W. Czernich[2]
- Venus Erotic Innovation Award - Private Media Group[2]
- Special Venus For Outstanding Input (male) - Gabriell Pontello[2]
- Special Venus For Outstanding Input (female) - Babette Blue[2]
- Special Venus For Lifetime Achievements - Hans Moser[2]
- Venus '98 Sonderpreis - Princess Chantal Chevalier[2]

## 1999 Venus Awards
- Best Actress (Germany) - Kelly Trump[3]
- Starlet of the Year - Wanda Curtis[4]
- Best Film (International) - Sex Shot[necesită citare]

## 2000 Venus Awards
- Best Film - The Net[5]
- Best American Film - Nothing to Hide 3 & 4[5]
- Best Gay Film - Dschungel-Boys[5]
- Best Actor (German) - Titus Steel[5]
- Best Actor (European) - Rocco Siffredi[5]
- Best Actress (European) - Betina Campbell[5]
- Best Actress (German) - Gina Wild[5]
- Best American Actress - Tina Cheri[6]
- Best Gay Actor (German) - Hal Hart[5]
- Best Starlet (German) - Julia Taylor[5]
- Best Video Series - Excuse Me[5]
- Best Television Erotica - PEEP![5]
- Best Director (German) - Nils Molitor[5]
- Best Softcore Video - Tips und Tricks einer Erotik-Queen[5]
- Best Cover - Nikita X[5]
- Country Award: France - Marc Dorcel[5]
- Country Award: Scandinavia - Max's[5]
- Country Award: Benelux - Helen Duval[5]
- Best Photography - Guido Thomasi[necesită citare]
- Best Internet Presence - Beate Uhse AG[3]
- Lifetime Achievement Award - Dolly Buster[3]

## 2001 Venus Awards
- Best Actress (USA) - Bridgette Kerkove[7]
- Best Director (USA) - Pierre Woodman[7]
- Best Movie (USA) - Les Vampyres (Metro Studios)[7]
- Best Company in America - Leisure Time Entertainment[7]
- Best European Actor - Toni Ribas[7]
- Best European Actress - Monique Covét[7]
- Innovation of the Year - Berth Milton (Private Media Group)[7]
- Country Award (Spain) - Girls of Private[7]
- Country Award (France) - Marc Dorcel[7]
- Country Award (Italy) - Mario Salieri[7]
- Country Award (Scandinavia) - Beate Uhse Max's Film AB[7]
- Best European Movie - Divina[7]
- Best German Starlet - Tara Young[7]
- Best German Starlet (Male) - Sachsen Paule[7]
- Best German Actress - Kelly Trump[7]
- Best German Actor - Zenza Raggi[7]
- Best German Director - Harry S. Morgan[7]
- Best German Movie - Matressen[7]
- German Company of the Year - MMV[7]
- Best Video Series in Germany - XXL[7]
- Best Cover - German Beauty[7]
- Best Soft Video - Die Teufelsinsel[7]
- Best Erotic Photographer (Germany) - Uwe Kempen[7]
- Newcomer Company of the Year (Germany) - Inflagranti[7]
- Best German Gay Actor - Antoine Mallet[7]
- Best German Gay Movie - C'est la vie[7]
- Best DVD Product - U-Bahn Girls[7]
- Venus Honorary Award - Teresa Orlowski[7]
- Lifetime Achievement Award - Dirk Rothermund[7]
- Best Web Design - www.dolly-buster.com[7]
- Best Web Content - www.beate-uhse.de[7]
- Internet Innovation (Presentation) - www.pelladytower.com[7]

## 2002 Venus Awards
- Best DVD Product (Germany) - U-Bahn Girls II (Videorama)[8]
- Best DVD Authoring (Germany) - New Media Group Enterprises (Goldlight)[8]
- Best Cum-Shot Scene (Germany) - Betty Extrem - GGG - (VPS)[8]
- Best Video Series (Germany) - Boulevard - (DBM)[8]
- Best Video Series (Germany) - Excuse Me - (Videorama)[8]
- Best Video Series (Germany) - Golden Series - (Tabu)[8]
- Best Soft Film (Germany) - Manche mögen's heiß - (J.Mutzenbacher/Trimax)[8]
- Best Soft Film (Germany) - Venus Girls - (VNM)[8]
- Best Soft Series (Germany) - Better Sex Line - (Orion)[8]
- Best Soft Series (Germany) - Cover Girls - (VNM)[8]
- Best Cover (Germany) - Crossroads - (Videorama)[8]
- Best Product Campaign (Germany) - Gladiator - (Private Media Group)[8]
- Best Product Campaign (Germany) - Mandy Mystery Line - (Orion)[8]
- Best Director (Germany) - Nils Molitor[8]
- Best Director (Germany) - Horst Billian[8]
- Best Director (Germany) - Ferdi Hillmann[8]
- Best Film (Germany) - Faust - (Goldlight)[8]
- Best Film (Germany) - Hart & Herzlich - (Videorama)[8]
- Best Film (Germany) - Sexhexen - (MMV)[8]
- Best New Actress (Germany) - Kyra[8]
- Best New Actress (Germany) - Tyra Misoux[8]
- Best New Actress (Germany) - CoCo Brown[8]
- Best New Company (Europe) - Hustler Germany[8]
- Special Award (Eastern Europe) - Kovi[8]
- Special Award (Scandinavia) - Max's Sweden[8]
- Special Award (France) - Marc Dorcel[8]
- Best Movie (Europe) - Gladiator - (Private Media Group)[8]
- Best Movie (Europe) - Faust - (Goldlight)[8]
- Best Director (Europe) - Mario Salieri[8]
- Best Director (Europe) - Antonio Adamo[8]
- Best Actor (Europe) - Toni Ribas[8]
- Best Actress (Eastern Europe) - Monique Covét[8]
- Best Actress (Eastern Europe) - Rita Faltoyano[8]
- Best Gay Film - Russian Village Boys - (Man's Best)[8]
- Best Gay Director - Jean-Daniel Cadinot[8]
- Best Actress (USA) - Tera Patrick[8]
- Best Actress (USA) - Jodie Moore[8]
- Best Movie (USA) - Perfect - (Private Media Group)[8]
- Best Movie (USA) - Taboo 2001 - (Touch Video)[8]
- Best Director (USA) - Andrew Blake[8]
- Best Director (USA) - Pierre Woodman[8]
- Best Video Series (International) - Barely Legal - (Hustler Video)[8]
- Best Internet Presentation - www.privatespeed.com[8]
- Product Innovation Bio Glide - Joydivision[8]
- Innovation of the Year - Private-PDA[8]
- Innovation of the Year - ErotikCinema.de (Musketier)[8]
- Company of the Year (Germany) - Goldlight[8]
- Company of the Year (Germany) - MMV[8]
- Company of the Year (Germany) - Videorama[8]
- Best Actor (Germany) - Horst Baron[8]
- Best Actor (Germany) - Titus[8]
- Best Actor (Germany) - Claudio Meloni[8]
- Best Actress (Germany) - Isabel Golden[8]
- Best Actress (Germany) - Anja Juliette Laval[8]
- Best Actress (Germany) - Mandy Mystery[8]
- Lifetime Achievement Award (Germany) - Moli[8]

## 2003 Venus Awards
- Best Actor (Europe) - Rocco Siffredi[9][10]
- Best Actress (Hungary) - Michelle Wild[9][10]
- Best Actress (Europe) - Julia Taylor[9][10]
- Best Soft Movie Germany - Fesselnde Knotenkunst Aus Fernost (Orion)[9]
- Best Film - Benelux Wasteland (Bizarre Spielchen/Magmafilm)[9]
- Best Film (Spain) - The Fetish Garden[9][10]
- Best Film (France) - Melanie (La Jouisseuse/VMD)[9]
- Best Film (Scandinavia) - Pink Prison[9][10]
- Best Film (USA) - Space Nuts (Wicked Pictures)[9]
- Best Film (Hungary) - The Garden of Seduction[9]
- Best Film (Italy) - La Dolce Vita[9]
- Best Film (Germany) - Die 8.Sünde (The 8th Sin - Magmafilm)[9]
- Best Film (Europe) - Cleopatra[9][10]
- Best Video Series (International) - Balls Deep (Anabolic)[9]
- Best Video Series (Germany) - Black Hammer (VNM By VPS)[9]
- Best Gay Movie (International) - French Erection (Ikarus Film)[9]
- Best Erotic PC Game - Casablanca 1942 (Red Fire Software/VPS)[9]
- Best Erotic Stage Show - Tammy's Erotic Show[9]
- Best Cover (Germany) - Fesselnde Knotenkunst Aus Fernost (Orion)[9]
- Best Director (France) - Alain Payet[9]
- Best Director (Italy) - Mario Salieri[9]
- Best Gay Director (International) - Jean-Daniel Cadinot[necesită citare]
- Best Erotic Magazine (Germany) - Coupe[9]
- Best Internet Presence - pelladytower.com[9]
- Best Erotic Idea - Poppp-Stars/Beate Uhse[9]
- Best DVD Product (Germany) - Triebige Swinger[9]
- Best DVD Product (Europe) - La Dolce Vita[9]
- Distribution Company Of The Year Germany - Orion[9]
- Company of the Year - MMV (Multi Media Verlag)[9]
- Innovation of the Year - Dolly Buster at Vodafone-live[9]
- Special Product Award - Nature Skin Toys/Orion[9]
- Special Jury Awards - Marc Anthony (Private), www.private.com[9] & Dolly Buster[9][10]
- Special Honorary Awards - Gerd Wasmund (alias Mike Hunter)[9] & Harry S. Morgan[necesită citare]
- Best New Starlet (USA) - Sunrise Adams (Vivid)[9]
- Best Actor (USA) - Lexington Steele (VNM)[9]
- Best New Starlet (Hungary) - Maya Gold (Luxx Video)[9]
- Best Director (Hungary) - Don Sigfredo (DBM)[9]
- Best Director (Scandinavia) - Nike Beck (Tabu)[9]
- Best Actress (Scandinavia) - Tanya Hansen (Tabu)[9]
- Best New Starlet (Europe) - Laura Angel[9]
- Best Actress (France) - Mélanie Coste (VMD)[9]
- Best New Starlet (Germany) - Sharon Da Vale (Inflagranti)[9]
- Best Director (Germany) - Nils Molitor (Magmafilm)[9]
- Best Director (Europe) - Kovi (Luxx Video)[9]
- Best Actor (Germany) - Conny Dax (Magmafilm)[9]
- Best Actress (Germany) - Denise La Bouche (MMV)[9]

## 2004 Venus Awards
- Best Cover (Germany) - Der Club des anspruchsvollen Herrn (Videorama)[11]
- Best Newcomer Label (Germany) - Bad Ass (Playhouse)[11]
- Best Newcomer Company (Germany) - EVS[11]
- Best Gay Director (International) - Marcel Bruckmann[11]
- Best Gay Movie (International) - Sex Around the Clock (S.E.V.P.)[11]
- Print Reports Italy, UK and Germany (Jury-Award) - Hot News/ETO/Medien E-Line[11]
- Special Product Campaign Germany (Jury-Award) - Testosteron Power-Pack No.1 (No Limit)[11]
- Special Marketing Campaign Germany (Jury-Award) - www.missbusty.de (VNM)[11]
- Special Video Production (Jury-Award) - German Goo Girls (John Thompson Productions)[11]
- Special Video Series (Jury-Award) - Arschparade (MMV)[11]
- TOP Erotic TV Show (Jury-Award) - Lust Pur Mit Conny Dax (Beate Uhse TV)[11]
- Special Internet Site (Jury-Award) - www.ueber18.de[11]
- Special Eastern Europe Award (Jury-Award) - Ference Hopka[11]
- Special German Company (Jury-Award) - Muschi Video[11]
- Successful Video Series Germany (Jury-Award) - Mutzenbacher (Herzog Video)[11]
- Best DVD Product (Germany) - Millionaire (Private Media Group)[11]
- Best Camera (Germany) - Nils Molitor[11]
- Best Video Series (Germany) - H D S S S G (DBM)[11]
- Best Soft Movie (Germany) - Bettenwechsel in Dänemark (Orion Versand)[11]
- Best Actress (Hungary) - Nikky Blond[11]
- Best Gonzo Movie/Series (International) - Apprentass (Playhouse)[11]
- Best B2C Website (International) - www.FunDorado.com  (Orion Versand)[11]
- Best Internet Presence (International) - www.DejanProduction.de[11]
- Best Director (Italy) - Mario Salieri - Penocchio (Goldlight)[11]
- Best New Starlet Female (France) - Priscila Sol[11]
- Special Award Benelux (Jury-Award) - SEXY (Shots Video)[11]
- Best Company Spain (Jury-Award) - IFG[11]
- Special Europe Video Series (Jury-Award) - Anabolic (Anabolic Video)[11]
- International Actress (Jury-Award) - Katja Kassin[11]
- Best Movie (USA) - Compulsion (Elegant Angel)[11]
- Best Director (USA) - Robby D. - Jack's Playground (Digital Playground)[11]
- Best Movie (France) - Parfum du Desir (Video Marc Dorcel)[11]
- Best Movie (Italy) - Life (Pink O)[11]
- Best New Starlet Female (Europe) - Cristina Bella[11]
- Best Actor (Europe) - Nacho Vidal[11]
- Best Video Series (Europe) - Rocco's Sexy Girls (MMV)[11]
- Best Website (Germany) - www.dolly-buster.de (DBM)[11]
- Distribution Company of the Year (Germany) - VPS Film-Entertainment[11]
- Best Director (Germany) - Harry S. Morgan[11]
- Best Actor (Germany) - Markus Waxenegger[11]
- Best New Starlet Female (Germany) - Janine LaTeen[11]
- Best New Starlet Female (Germany) - Vivian Schmitt[11]
- Top Toy Product Line (Jury-Award) - Silvia Saint Toy Line (Orion)[11]
- A.o.P. (Jury-Award) - Steve Holmes[11]
- Successful Video Series Europe (Jury-Award) - Lexington (VNM)[11]
- Best Actress (USA) - Jesse Jane[11]
- Company of the Year (Germany) - Mulit Media Verlag[11]
- Best Movie (Germany) - Penocchio (Goldlight)[11]
- Best Actress (Germany) - Tyra Misoux[11]
- Best Movie (Europe) - Millionaire (Private Media Group)[11]
- Best Director (Europe) - Kovi[11]
- Best Actress (Europe) - Katsuni[11]
- Special Actress (Jury-Award) - Monique Covét[11]
- Honorary Award (International) - Berth Milton[11]

## 2010 Venus Awards

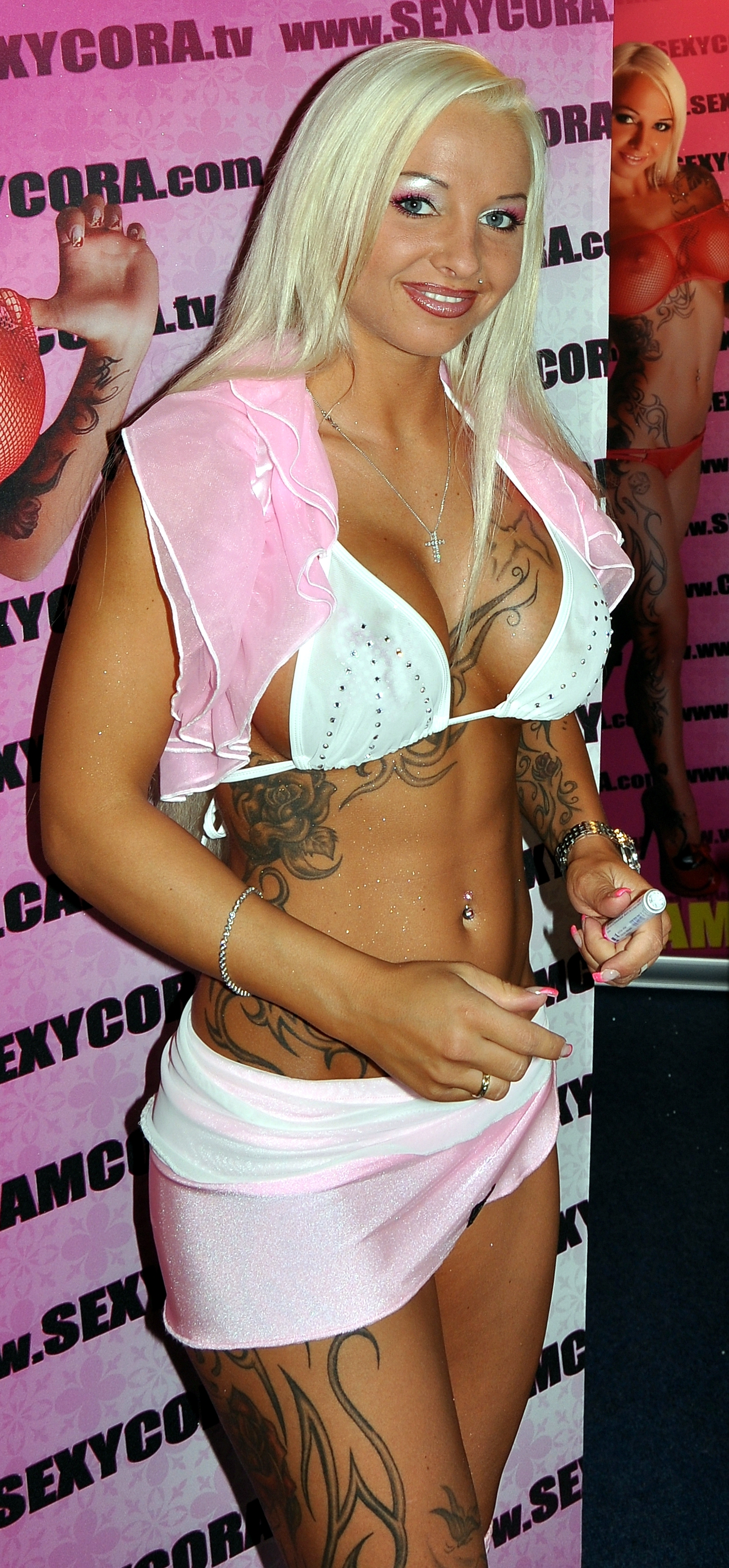
Sexy Cora at the 2010 Venus Awards, Berlin

- Best Magazine (Germany) - Happy Weekend[12]
- Best Erotic Retail Store (Germany) - Ego Erotikfachmarkt[12]
- Best Redlight Portal (Germany) - Berlinintim.de[12]
- Best European Erotic Online Offer (Europe) - MoMo-net.com[12]
- Best Web Innovation (International) - Amateurflatrate.com (DBM)[12]
- Best Adult TV Channel (Germany) - Hustler TV Deutschland[12]
- Best VoD Offer (Germany) - Erotic Lounge[12]
- Best Webcam Girl (International) - Gina (goldmodels.de/livestrip.com)[12]
- Best Director (International) - Allegro Swing[12]
- Best Newcomer Company (International) - Parliament/CZ[12]
- Best Manga Series (International) - Trimax[12]
- Best Video Series (Germany) - Magma Swing (Magmafilm)[12]
- Best Newcomer (Europe) - Victoria Risi[12]
- Best Actress (Europe) - Roberta Gemma[12]
- Erotic Fetish Lifestyle Magazine - PO Magazin[12]
- Best Mobile Entertainment Company - Pinksim! (Pink Adventure AG)[12]
- Feature Movie with Celebrity Star (Special Jury Award) - Cindy in Heat (Paradise)[12]
- Best Online Distribution System (Germany) - Partnercash[12]
- Best Internet Portal (Germany) - Fundorado.de[12]
- Best Website Amateur (Germany) - MyDirtyHobby.com[12]
- Best Movie (Germany) - Die Viper (Goldlight)[12]
- Best Movie (Europe) - Lethal Body (ATV Group)[12]
- Special Jury Award - Sofia Gucci[12]
- Best Video Series (Europe) - Russian Institute (Marc Dorcel)[12]
- Best Video Series (International) - Titus on Tour (Erotic Planet)[12]
- Best Amateur Actress (Germany) - Sexy Cora[12]
- Best Newcomer (International) - Jade Laroche[12]
- Best Actress (International) - Kayden Kross[12]
- Best Toy Series (International) - Sexy Cora Toys (Orion)[12]
- Best VoD Offer (Europe) - DORCEL TVoD and SVoD platform[12]
- Best HD Offer (International) - Erotic Lounge[12]
- Fair Management (Special Jury Award) - X-Show Moskau[12]
- Internet Business (Special Jury Award) - EUROWEBTAINMENT (Gunnar Steger)[12]
- Innovation Mobile (Special Jury Award) - My Dirty Mobile.de[12]
- Best VoD Offer (International) - Sapphire Media International B.V.[12]
- Best Adult TV Channel (Europe) - Dorcel TV[12]
- Best Adult TV Channel (International) - Hustler TV[12]
- Video Provider of the Year (Germany) - EROTIC PLANET[12]
- Best Movie (International) - Body Heat (Digital Playground)[12]
- Best Actress (Germany) - Vivian Schmitt[12]
- Best HD TV Channel - Penthouse HD[12]
- European Film and Video Cooperation (Special Jury Award) - GOLDLIGHT[12]
- Movie and Film (Special Jury Award) -  This Ain't Avatar XXX (Hustler Video)[12]
- Movie-Internet Innovation (Special Jury Award) - Saboom (Partnercash)[12]
- Company of the Year - Penthouse[12]
- Movie Innovation of the Year - Dorcel 3D (Marc Dorcel)[12]
- Business Woman of the Year - Nicole Kleinhenz[12]

## 2011 Venus Awards
- Best Erotic Mobile Application - Bleepersex[13]
- Best Erotic Designer - Adult Profi[13]
- Special Erotic Performer - Pussykate[13]
- Best DVD Online Erotic Store/Blu-ray - dvderotik.com[13]
- Best Payment System - www.payment-network.com[13]
- Best Director - Ettore Buchi[13]
- Most Innovative Amateur Projects - Aische Pervers[13]
- Best New Erotic Affiliate Program - www.immocash.de[13]
- Best New Amateur DVD Series - MyDirtyHobby[13]
- Best Adult TV Channel - Hustler TV Germany[13]
- Best Fetish Website - www.clips4sale.com[13]
- Best Website Commercial - www.fundorado.com[13]
- Best VoD Offer - Sapphire Media International B.V.[13]
- Best Erotic Lifestyle Magazine - Penthouse Germany[13]
- Best Newcomer Actress - Anna Polina[13]
- Best Male Actor - Pornofighter Long John[13]
- Best Newcomer Amateur Girl - Sweet-Selina[13]
- Best Redlight Portal - www.berlinintim.de[13]
- Best Mobile Website - www.clipmobile.de[13]
- Best Toy Series International - Love to Love by Lovely Planet[13]
- Best Feature Movie - 007 Golden Ass (Paradise Film Entertainment)[13]
- Best Adult Trade Magazine - Sign EUROPE[13]
- Best Erotic Entertainment Duo - Maria Mia & Sharon da Vale[13]
- Best HD Channel - Hustler TV[13]
- Best Amateur DVD Series - Sexy Cora Amateurstars[13]
- Best New Adult Company - Magik View Entertainment[13]
- Best Erotic Affiliate Program - www.partnercash.com[13]
- Outstanding Acting Progress - Lena Nitro[13]
- Best Erotic TV Format - Babestand Productions[13]
- Most Ambitious High-End Productions - Mission Ass Possible/Smuggling Sexpedition (Private Media Group)[13]
- Best Amateur Girl - Lea4You[13]
- Best Design Innovation - Je Joue[13]
- Best VoD Offer - www.erotic-lounge.com[13]
- Best Innovation Internet - Saboom.com[13]
- Best Website Amateur - MyDirtyHobby.com[13]
- Best Female Actress - Roberta Gemma[13]
- International Successful Video Company - Goldlight[13]
- Best Adult TV Channel - Hustler TV[13]
- Best TV Presentation by Erotic Star - Stella Styles[13]
- Best Video Series - Soulbrettes Services (Marc Dorcel)[13]
- Business Woman of the Year - Kelly Holland[13]
- Best Blockbuster of the Year - Mission Ass Possible (Private Media Group)[13]

## 2012 Venus Awards
- Best Actor - Markus Waxxenegger[14]

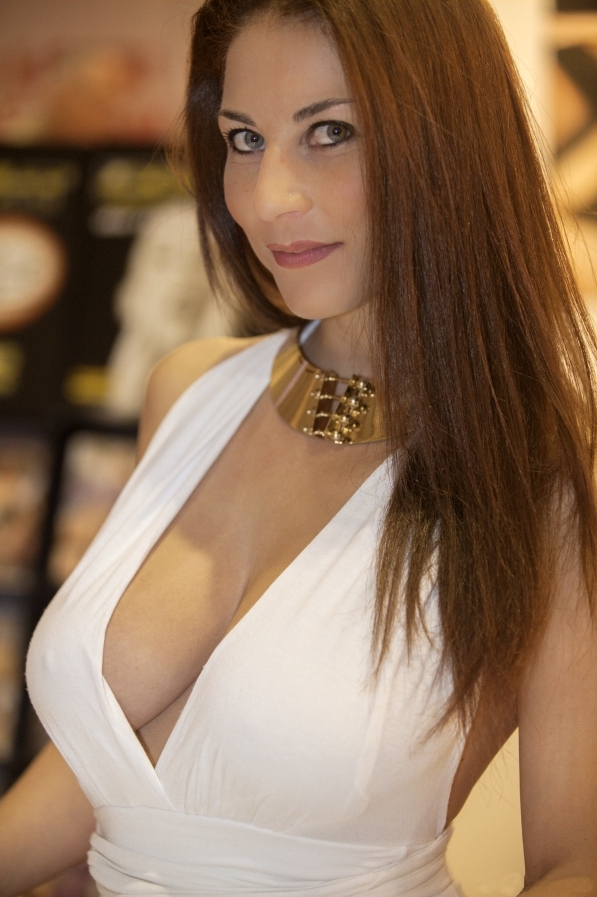
Roberta Gemma at the 2012 Venus Berlin

- Best Newcomer (female) - Xania Wet[14]
- Best Actress - Lena Nitro[14]
- Best Director - John Thompson[14]
- Best Amateur Girl - Aische Pervers[14]
- Best Amateur Website - Julia Herz[14]
- Best Innovation - Pornogutschein.com[14]
- Best Internet Site - Fundorado.de[14]
- Best Toy Series - FunFactory[14]
- Best Dessous/Fashion Series - Hustler Apparel[14]
- Best Film - Starportrait Maria Mia & Sharon da Vale[14]
- Best Print Magazine - Penthouse[14]
- Best Erotic TV Channel - Babestation24.de[14]
- Best BDSM Model - Yvette Costeau[14]
- Lifetime Achievement (female) - Biggi Bardot[14]
- Erotic TV Format - Visit.X.TV[14]
- All Over Internet - Erovous[14]
- New Webstar Of The Year - Sweet-Sophie[14]
- Featured Film for Goodbye Marilyn (Actress) - Julie Hunter[14]
- Featured Film for Goodbye Marilyn (Actor) - Markus Waxxenegger[14]
- Featured Film for Goodbye Marilyn (Director) - Allegro Swing[14]
- Performance in all Areas of the German Adult Industry - Pornfighter Long John[14]
- Crossover Star - Roberta Gemma[14]
- Erotic Model of the Year - Micaela Schaefer[14]
- Lifetime Achievement (male) - Ron Jeremy[14]

## 2013 Venus Awards
- Best Actress - Lena Nitro[15]
- Best Actress International - Christy Mack[15]
- Best TV-Act - Julie Hunter[15]
- Best Female Newcomer - Lexy Roxx[15]
- Best Actor - Chris Hilton[15]
- Best Label - Magmafilm[15]
- Best Director - Tim Grenzwert[15]
- Best Movie - Oktober Sexfest (Private Media Group)[15]
- Best Producer - Wolfgang Embacher[15]
- Best MILF - Sexy Susi[15]
- Best Amateurgirl - Aische Pervers[15]
- Best Webpage - FunDorado.com[15]
- Best Erotic-Community - Joyclub.de[15]
- Best Gonzo Label - Cruel Media[15]
- Best Erotic-Guide - BERLINintim/BERLINintim-Club[15]
- Best New Product - Penomet[15]
- Best Live Cam Site International - LiveJasmin[15]
- Best Licensed Toy Collection - Penthouse Pet Cyberskin Collection[15]
- Best Magazine - Penthouse[15]
- Best New Channel Launch - Penthouse Black[15]
- Best Toy Design - OVO[15]
- Best Innovation - Chathouse 3D thriXXX[15]
- Best New Toyline - Mystim[15]
- Jury Award - Pipedream[15]
- Jury Award - Aileen Taylor[15]
- Jury Award - Manuel Stallion[15]
- Jury Award - Texas Patti[15]

## 2014 Venus Awards
- Best E-Stim Toyline - Mystim[16]
- Best Website - Fundorado.de[16]
- Best Amateur Community - Big7.de[16]
- Best Innovation - Spankrags[16]
- Best Erotic Offer - Erotic Lounge[16]
- Bestselling New Toyline - Mystim[16]
- Best Producer - John Thompson[16]
- Best Film - Rollergirl[16]
- Best Fetish - Zonah[16]
- Best MILF - Lilly Ladina[16]
- Best Actor - Jean Pallett[16]

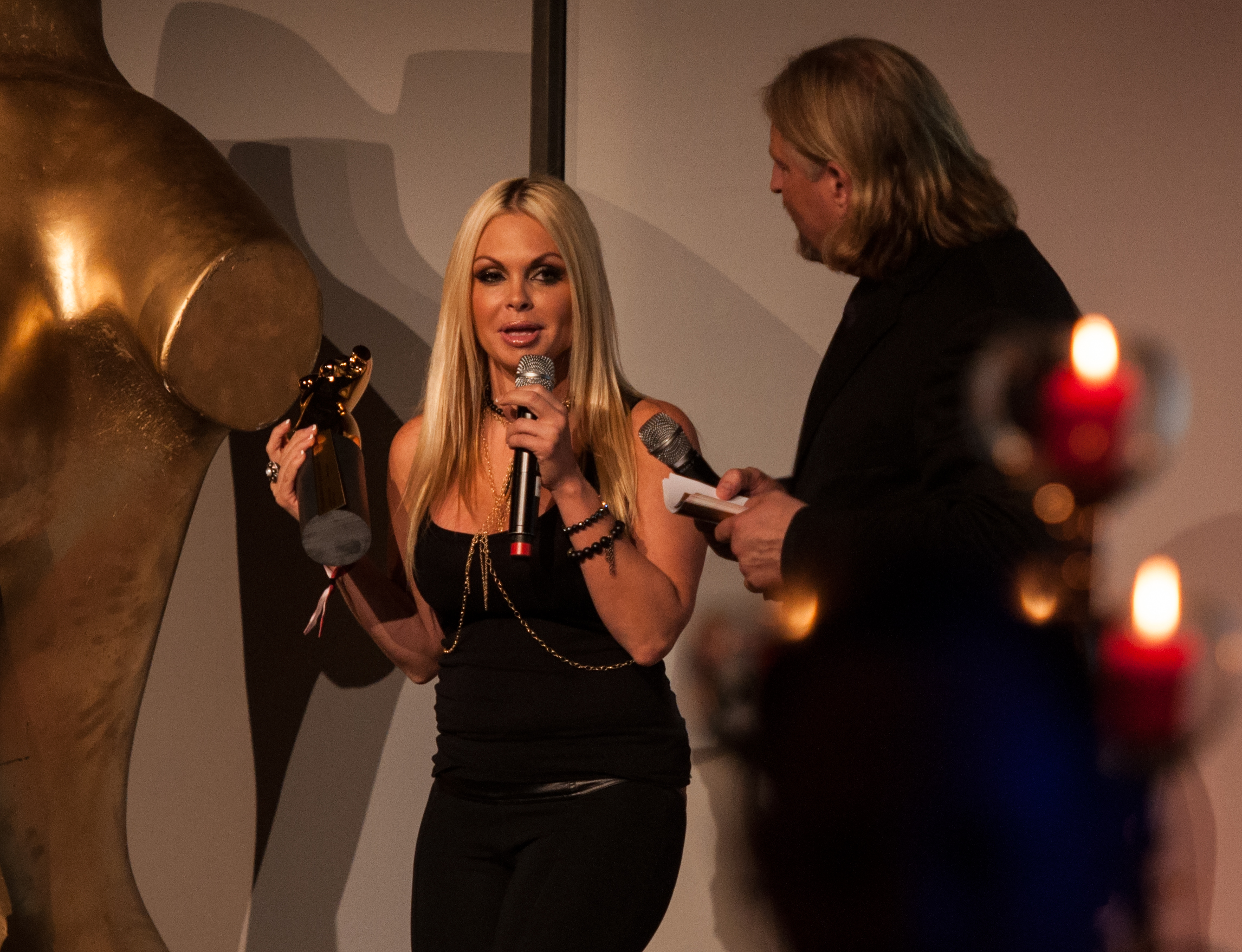
Jesse Jane at the 2014 Venus Awards, Berlin

- Best Live Performance Female - Kitty Core[16]
- Best Amateur Girl - RoxxyX[16]
- Best Newcomer - Natalie Hot[16]
- Best Actress National - Julie Hunter[16]
- Best Actress International - Bonnie Rotten[16]
- Best Asian Performer - PussyKat[16]
- Best Newcomer Label - Chris Hilton Entertainment[16]
- Jury-Award: Best Series Hard and Soft - CamGirlFarm[16]
- Jury-Award: Best German Pay Per View Offer - Blue Movie[16]
- Jury-Award: Best Penis Pump - Penomet (UPL Distribution GmbH)[16]
- Jury-Award: Best Porn Career - Salma de Nora[16]
- Jury-Award: Best Marketing Campaign - "Full on Love" (Fun Factory)[16]
- Jury-Award: Best Cross-Media Entertainment - Fundorado.tv[16]
- Jury-Award: Best Erotic Model - Micaela Schaefer[16]
- Jury-Award: Lifetime Achievement - Jesse Jane[16]
- Jury-Award: Shootingstar - Julia Pink[16]
- Jury-Award: Best TV Report - René on Tour (USA Special/Die René Schwuchow Show)[16]
- Jury-Award: Best Interactive Product - Penthouse Cyberskin Reality Girls[16]

## 2015 Venus Awards
- Best Manufacturer - Mystim[17]
- Best Website - Fundorado.com[17]
- Best Amateur Community - Big7[17]
- Best Director - Tim Grenzwert[17]
- Best Sexparty - Erlebniswohnung[17]
- Best Video-on-Demand Portal - erotic-lounge.com[17]
- Best E-Stim Line - Mystim[17]
- Most Innovative Toy (Jury Award) - Topco Sales Twerking Butt[17]
- Best Series Soft and Hard (Jury Award) - Barcelona Heat & London Love Affairs (Beate-Uhse.TV/Blue Movie/Private)[17]
- Gang Bang Queen (Jury Award) - Samy Saint[17]
- Best Network of Paysites (Jury Award) - PornDoe Premium[17]
- Best Porn Couple (Jury Award) - Mick Blue & Anikka Albrite[17]
- Innovative Product (Jury Award) - Erotische-Hypnose.com[17]
- Best Erotic Actress International (Jury Award) - Anike Ekina[17]
- Best European Erotic Magazine (Jury Award) - Penthouse[17]
- Best Pornstar (Jury Award) - Lullu Gun[17]
- Best Series Moderation - Paula Rowe (Rowe – Sextipps vom Profi)[17]
- Best Amateur Girl - Nina Devil[17]
- Best MILF - Julia Pink[17]
- Best Fetish Actor - Cobie[17]
- Best Actor - Diether von Stein[17]
- Best Webcamgirl - Meli Deluxe[17]
- Best New Actress - Natalie Hot[17]
- Fan Award - Kitty Monroe[17]
- Best Actress - Texas Patti[17]

## 2019 Venus Awards
- Best VOD Offer (Germany) - Erotic-Lounge[18]
- Best German Movie - "Höhenrausch"[18]
- Best Amateur Community - MyDirtyHobby[18]
- Best Cam Site - Bongacams[18]
- Best Innovation Product - Silk'n[18]
- Best VR Actress - Eveline Dellai[18]
- Best Cam Girl - Tamara Milano[18]
- Best Actor - Marcello Bravo[18]
- Best MILF - Texas Patti[18]
- Newcomer Shootingstar 2019 - Fiona Fuchs[18]
- Best Amateur Girl - Hanna Secret[18]
- Best Series - German Scout[18]
- Best Actress Europe - Julia de Lucia[18]
- Best Actress International - Little Caprice[18]
- Most Creative Venus Reporter - Aaron Troschke[18]
- Best Erotic Product - Erotische-Hypnose[18]
- Best Erotic Flavour - Bang Juice[18]
- Best Newcomer Marketing and Management Agency - Porn Agent[18]
- Lifetime Award - Captain John[18]